# Бжни
Бжни (Бджни) (арм. Բջնի) — село в Армении в Котайкской области. Расположено в 9 км к юго-западу от города Раздан, на правом берегу реки Раздан среди фруктовых и декоративных садов. Известно благодаря минеральным источникам «БЖНИ», вода из которых поставляется также на экспорт, и церковному комплексу св. Богородицы (Астватцацин).

## Население

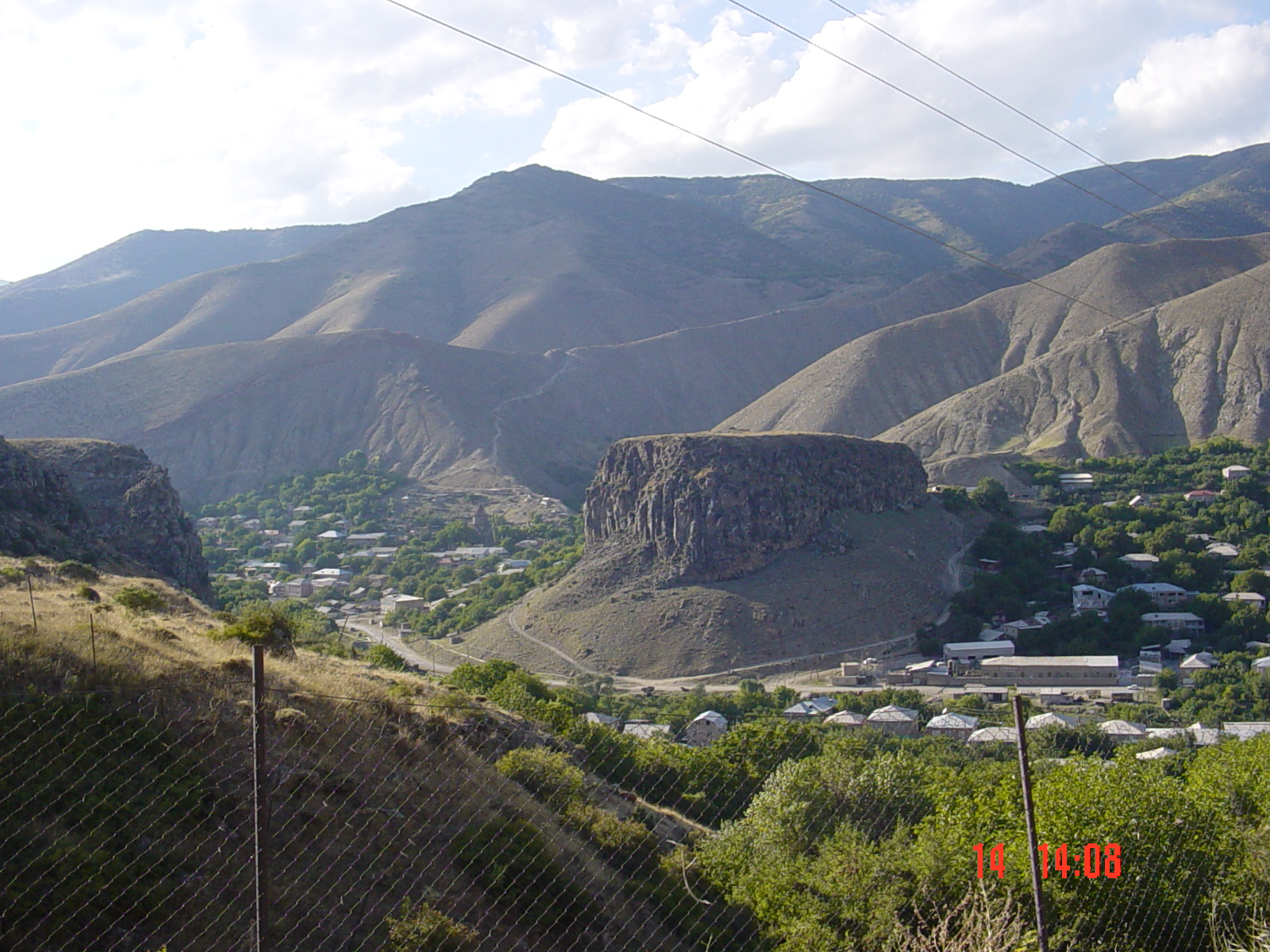
Панорама села Бжни

В 1829—1832 гг. население составляло 364, в 1873 году — 1056, в 1931 году — 2074, в 1959 году — 1589, в 1970 году — 1918, в 1979 году — 1738 человек. Согласно переписи 2001 года в селе проживает 2791 человек. Часть населения — потомки переселившихся сюда в 1915—1927 гг. жителей села Артцап близ Баязета, Вана и других мест.

## Архитектура

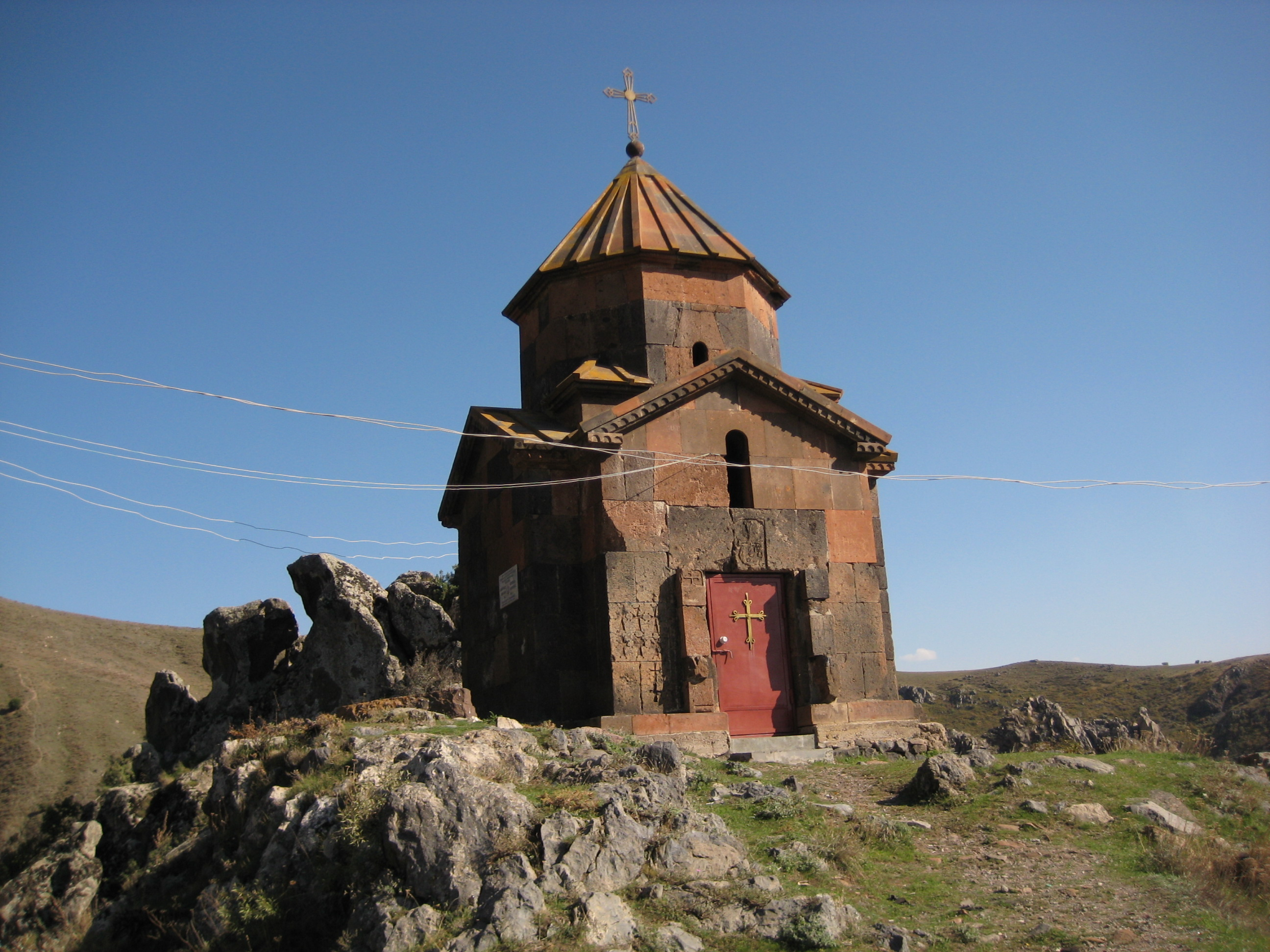
Церковь в Бжни

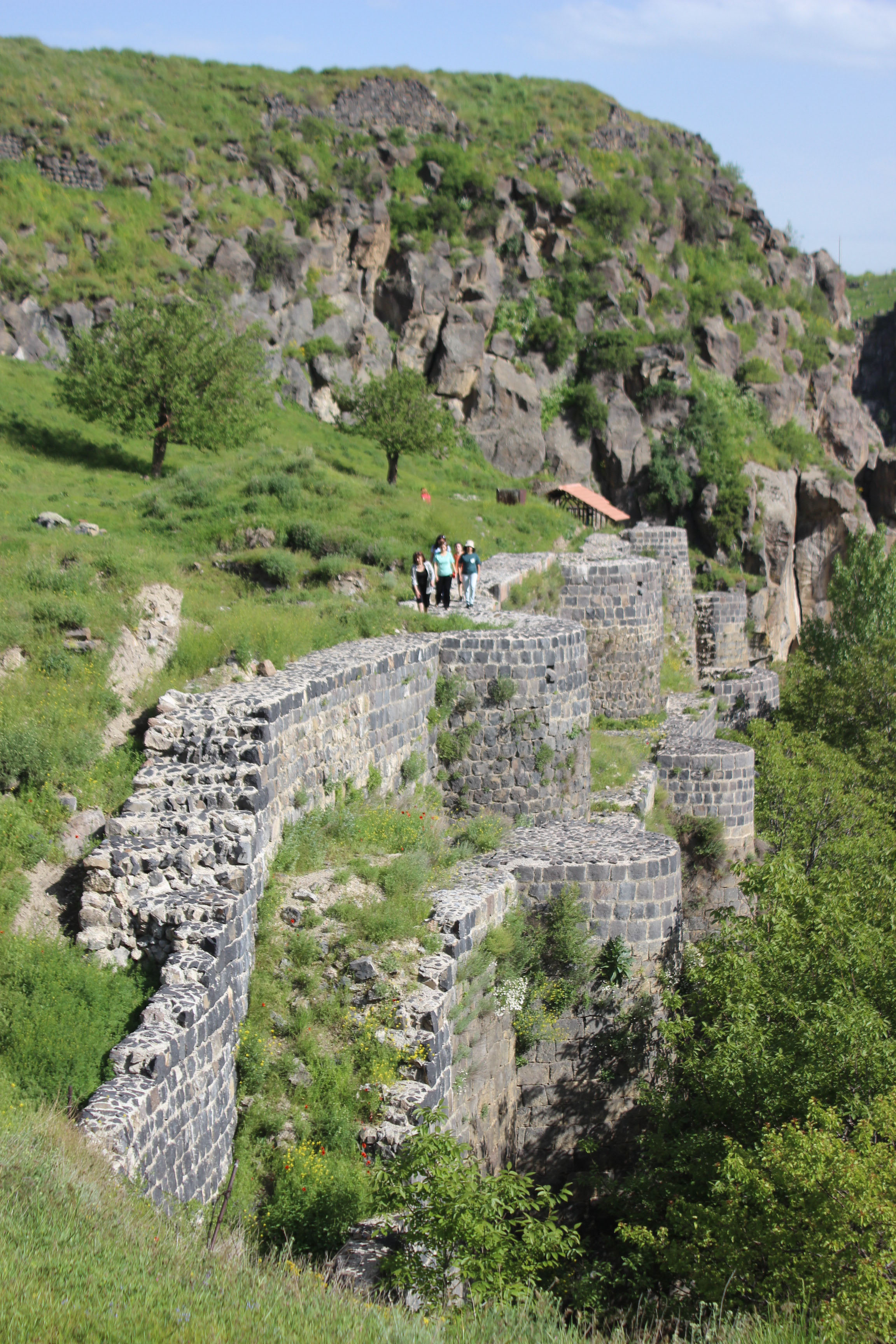
Крепость Бжни

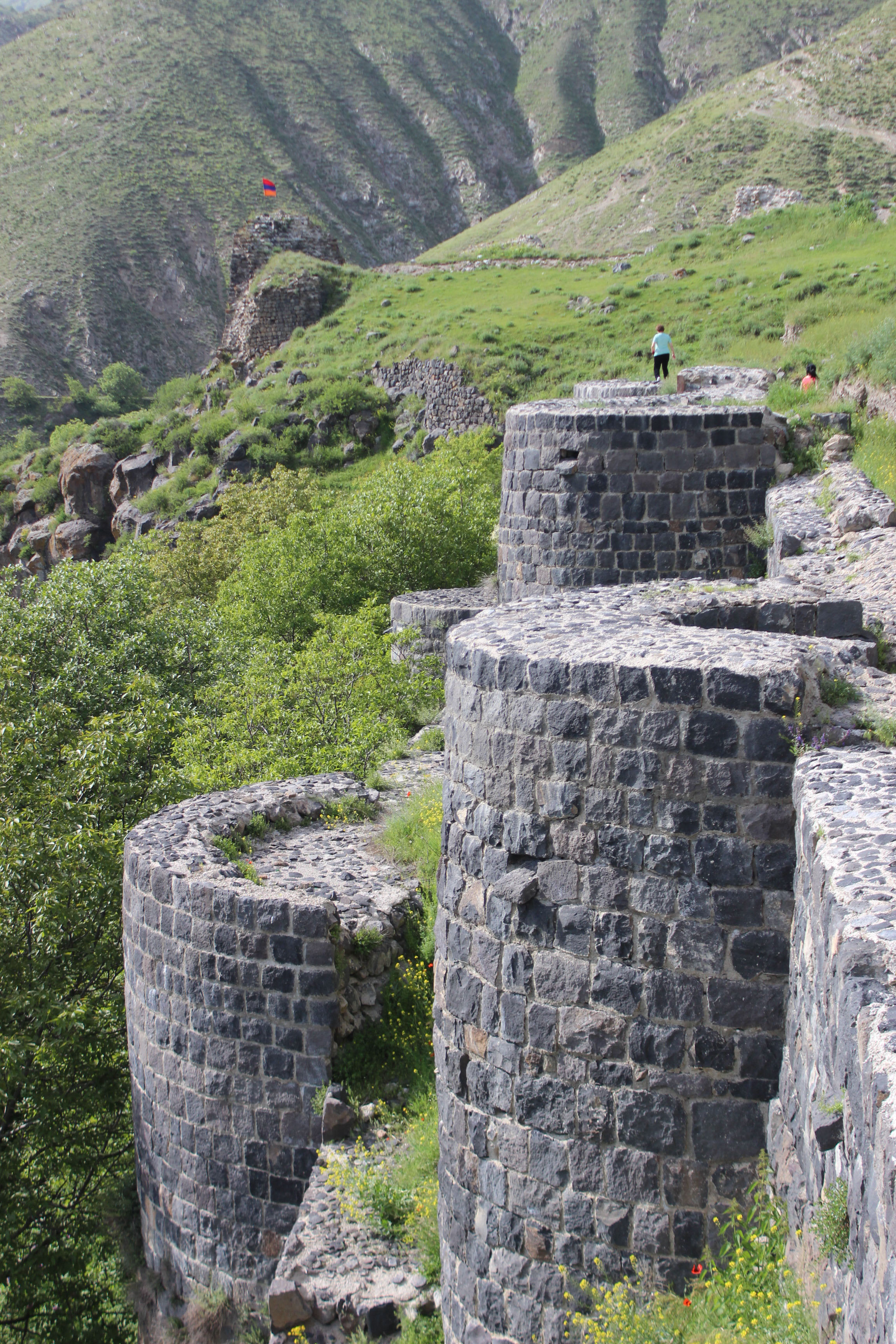
Крепость Бжни(с другой части)

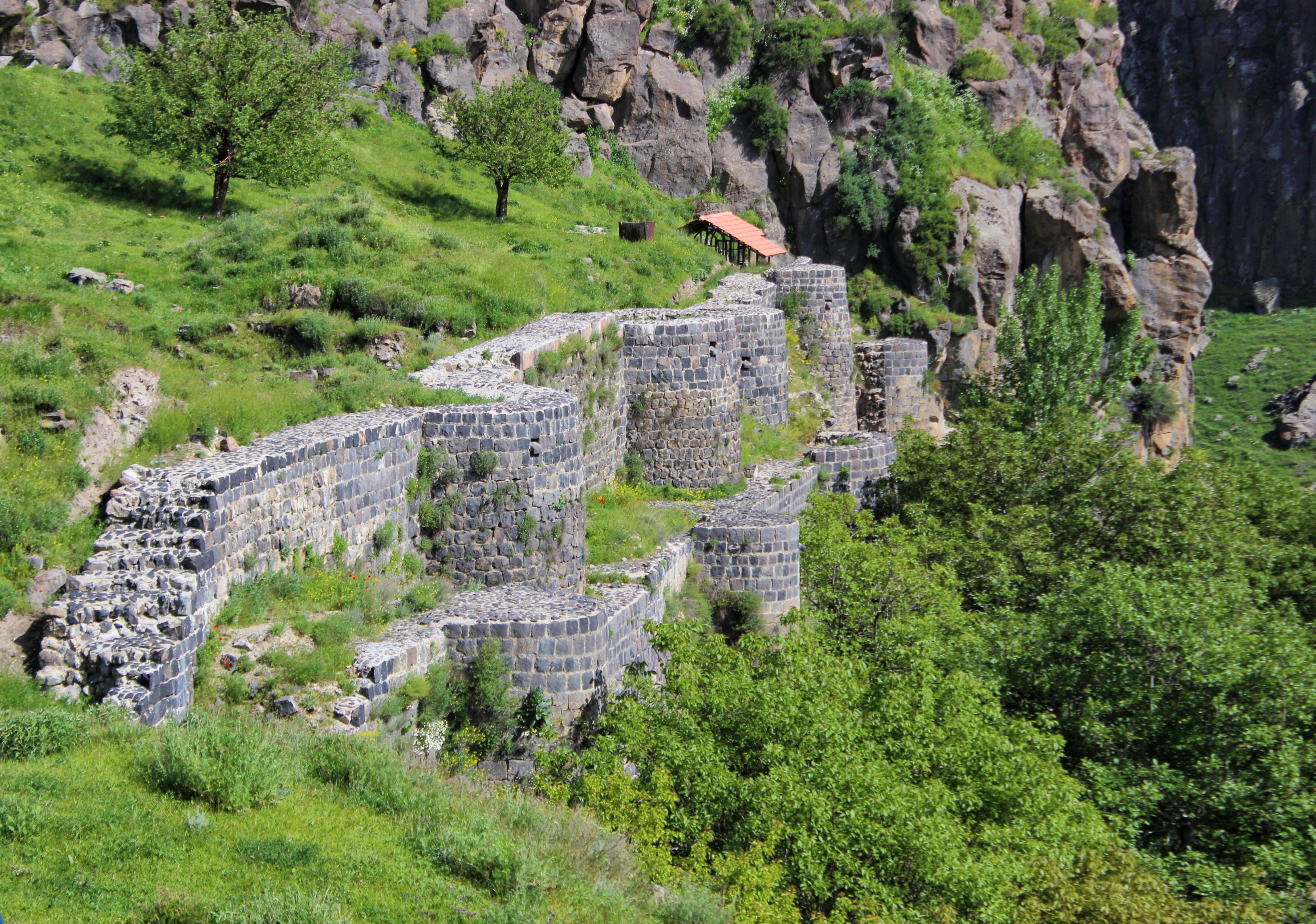
Крепость Бжни(Полный вид)

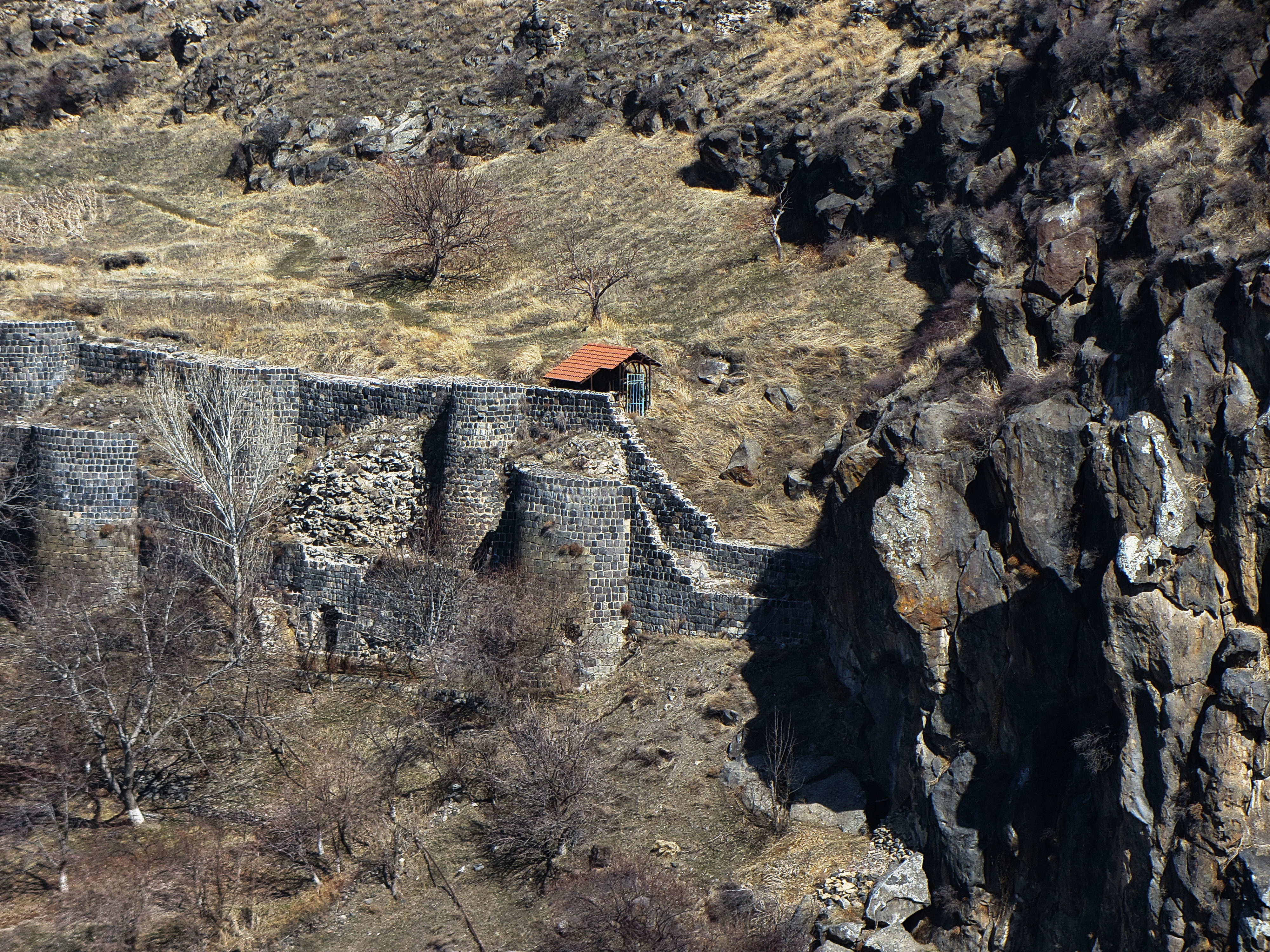
Стены крепости Бжни

К северо-востоку от нынешнего села, на высоком холме находилось старое поселение и крепость XI века — первоначально вотчина армянских князей Варажнуни, позже, князей Орбелянов. В настоящее время сохранились остатки северной и западной крепостных стен, потайного дома и следы других построек.
На вершине скалистого мыса находится известная церковь Астватцацин (Богородицы) 1031 года, выполненная в форме купольной залы. Церковь реставрировалась в 1947 году.
Сохранилась церковь св. Саркиса VII века крестообразной планировки, построенная из туфа. Церковь реставрировалась в 1648 и 1970 годах. В селе есть ещё одна церковь — церковь святого Геворга (XIII век). В Бжни много хачкаров XVI—XVIII вв, некоторые из них — признанные шедевры.

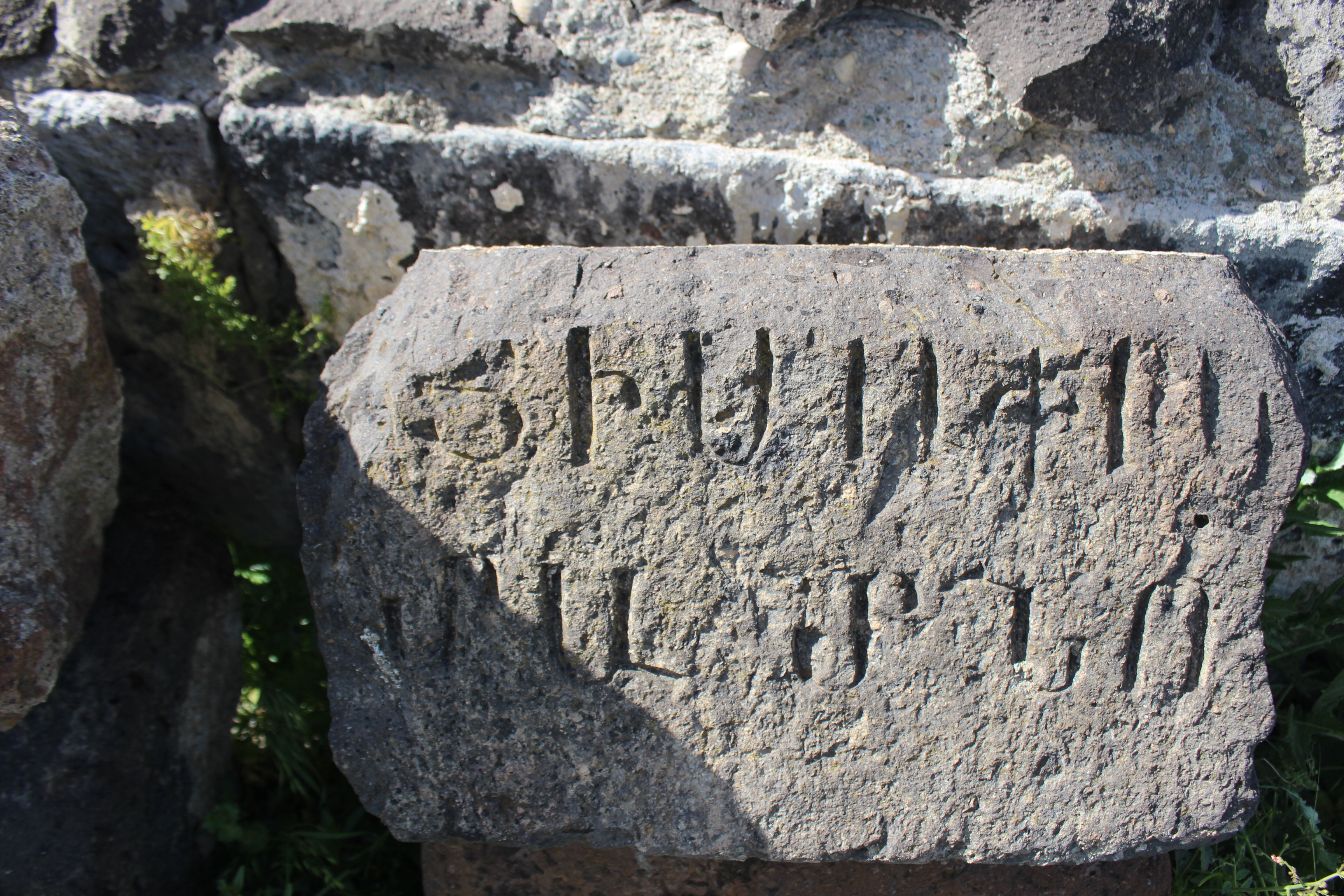